# Eleições autárquicas de 2017 em Matosinhos
As eleições autárquicas de 2017 serviram para eleger os membros dos diferentes dos órgãos do poder local do concelho de Matosinhos.
O Partido Socialista, que apresentou Luísa Salgueiro como candidata à câmara, voltou a recuperar a liderança de um concelho tradicionalmente socialista, após a ter perdido em 2013 para um movimento independente. O PS obteve 36,3% dos votos, mas falhou a maioria absoluta, ao eleger 5 vereadores.
Tal como em eleições anteriores, os socialistas sofreram com uma forte divisão interna, mas, ao contrário de 2013, a vitória do PS nunca foi posta em causa. Narciso Miranda, antigo presidente da câmara pelo PS até 2005, ficou-se pelos 16,2% dos votos, enquanto António Parada, candidato socialista em 2013, obteve 15,2% dos votos.
Por fim, destacar a manutenção de um lugar na vereação por parte do Partido Social Democrata e da Coligação Democrática Unitária.

## Listas e Candidatos
| Lista | Lista                                  | Candidato                   |
| ----- | -------------------------------------- | --------------------------- |
|       | Partido Socialista                     | Luísa Salgueiro             |
|       | Narciso Miranda por Matosinhos         | Narciso Miranda             |
|       | António Parada, Sim! (Apoiado por CDS) | António Parada              |
|       | Partido Social Democrata               | Jorge Magalhães             |
|       | Coligação Democrática Unitária         | José Pedro Rodrigues        |
|       | Bloco de Esquerda                      | Joaquim Ferreira dos Santos |
|       | Pessoas–Animais–Natureza               | Filipe Cayolla              |

## Resultados Oficiais
Os resultados para os diferentes órgãos do poder local no Concelho de Matosinhos foram os seguintes:

## Mapa

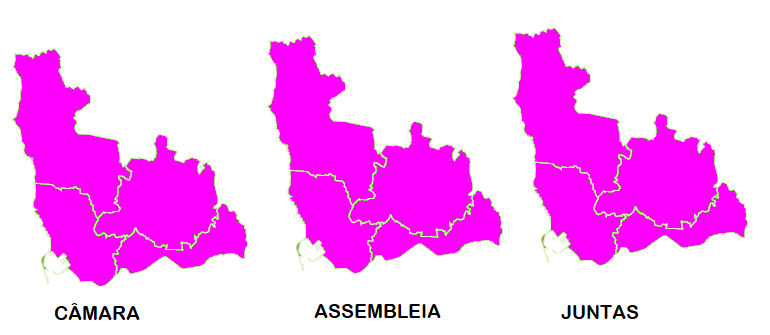
Partido mais votado por Freguesia

### Câmara Municipal
| Partido                 | Partido                                | Votos   | %               | +/-   | Vereadores | +/-     |
| ----------------------- | -------------------------------------- | ------- | --------------- | ----- | ---------- | ------- |
|                         | Partido Socialista                     | 29 052  | 36,32 / 100,00  | 11,06 | 5 / 11     | 2       |
|                         | Narciso Miranda por Matosinhos         | 12 926  | 16,16 / 100,00  | Novo  | 2 / 11     | Novo    |
|                         | António Parada, Sim! (Apoiado por CDS) | 12 133  | 15,17 / 100,00  | Novo  | 2 / 11     | Novo    |
|                         | Partido Social Democrata               | 9 475   | 11,85 / 100,00  | 2,54  | 1 / 11     | Estável |
|                         | Coligação Democrática Unitária         | 5 374   | 6,72 / 100,00   | 0,60  | 1 / 11     | Estável |
|                         | Bloco de Esquerda                      | 3 681   | 4,60 / 100,00   | 1,04  | 0 / 11     | Estável |
|                         | Pessoas–Animais–Natureza               | 2 537   | 3,17 / 100,00   | -     | 0 / 11     | -       |
| Votos Inválidos         | Votos Inválidos                        | 4 807   | 6,01 / 100,00   | 2,54  |            |         |
| Total                   | Total                                  | 79 985  | 100,00 / 100,00 |       | 11 / 11    |         |
| Eleitorado/Participação | Eleitorado/Participação                | 151 294 | 52,87 / 100,00  | 3,78  |            |         |

### Assembleia Municipal
| Partido                 | Partido                                | Votos   | %               | +/-  | Vereadores | +/-     |
| ----------------------- | -------------------------------------- | ------- | --------------- | ---- | ---------- | ------- |
|                         | Partido Socialista                     | 27 798  | 34,74 / 100,00  | 9,82 | 13 / 33    | 3       |
|                         | Narciso Miranda por Matosinhos         | 12 123  | 15,15 / 100,00  | Novo | 6 / 33     | Novo    |
|                         | António Parada, Sim! (Apoiado por CDS) | 12 068  | 15,08 / 100,00  | Novo | 5 / 33     | Novo    |
|                         | Partido Social Democrata               | 10 042  | 12,55 / 100,00  | 2,38 | 4 / 33     | Estável |
|                         | Coligação Democrática Unitária         | 5 568   | 6,96 / 100,00   | 1,03 | 2 / 33     | 1       |
|                         | Bloco de Esquerda                      | 4 406   | 5,51 / 100,00   | 1,21 | 2 / 33     | 1       |
|                         | Pessoas–Animais–Natureza               | 3 022   | 3,78 / 100,00   | -    | 1 / 33     | -       |
| Votos Inválidos         | Votos Inválidos                        | 4 979   | 6,23 / 100,00   | 2,56 |            |         |
| Total                   | Total                                  | 80 006  | 100,00 / 100,00 |      | 33 / 33    |         |
| Eleitorado/Participação | Eleitorado/Participação                | 151 294 | 52,88 / 100,00  | 3,79 |            |         |

### Juntas de Freguesia
| Partido                 | Partido                        | Votos   | %               | +/-  | Presidentes | +/-     | Vereadores | +/-     |
| ----------------------- | ------------------------------ | ------- | --------------- | ---- | ----------- | ------- | ---------- | ------- |
|                         | Partido Socialista             | 28 552  | 35,72 / 100,00  | 9,69 | 4 / 4       | 4       | 34 / 80    | 9       |
|                         | Grupo de Cidadãos              | 24 854  | 31,09 / 100,00  | 8,66 | 0 / 4       | 4       | 27 / 80    | 13      |
|                         | Partido Social Democrata       | 10 487  | 13,12 / 100,00  | 2,53 | 0 / 4       | Estável | 10 / 80    | 1       |
|                         | Coligação Democrática Unitária | 5 632   | 7,05 / 100,00   | 0,89 | 0 / 4       | Estável | 5 / 80     | Estável |
|                         | Bloco de Esquerda              | 4 835   | 6,05 / 100,00   | 1,85 | 0 / 4       | Estável | 4 / 80     | 3       |
| Votos Inválidos         | Votos Inválidos                | 5 571   | 6,97 / 100,00   | 2,29 |             |         |            |         |
| Total                   | Total                          | 79 931  | 100,00 / 100,00 |      | 4 / 4       |         | 80 / 80    |         |
| Eleitorado/Participação | Eleitorado/Participação        | 151 294 | 52,83 / 100,00  | 3,74 |             |         |            |         |

## Resultados por Freguesia

### Câmara Municipal
| Freguesia                               | %     | %     | %     | %     | %       | %    | %    | Votantes |
| Freguesia                               | PS    | NM    | SIM   | PSD   | PCP-PEV | BE   | PAN  | Votantes |
| --------------------------------------- | ----- | ----- | ----- | ----- | ------- | ---- | ---- | -------- |
| Custóias, Leça do Balio e Guifões       | 37,28 | 18,19 | 14,16 | 9,86  | 6,34    | 5,09 | 3,13 | 20 334   |
| Matosinhos e Leça da Palmeira           | 33,90 | 15,67 | 17,87 | 13,13 | 6,69    | 3,74 | 3,12 | 23 587   |
| Perafita, Lavra e Santa Cruz do Bispo   | 39,19 | 15,80 | 17,10 | 10,61 | 5,16    | 3,74 | 2,69 | 13 599   |
| São Mamede de Infesta e Senhora da Hora | 36,26 | 15,06 | 12,07 | 13,04 | 8,04    | 5,59 | 3,55 | 22 465   |
| Matosinhos                              | 36,32 | 16,16 | 15,17 | 11,85 | 6,72    | 4,60 | 3,17 | 79 985   |

#### Custóias, Leça do Balio e Guifões
| Partido                 | Partido                                | Votos  | %               | +/-   |
| ----------------------- | -------------------------------------- | ------ | --------------- | ----- |
|                         | Partido Socialista                     | 7 581  | 37,28 / 100,00  | 10,80 |
|                         | Narciso Miranda por Matosinhos         | 3 698  | 18,19 / 100,00  | Novo  |
|                         | António Parada, Sim! (Apoiado por CDS) | 2 880  | 14,16 / 100,00  | Novo  |
|                         | Partido Social Democrata               | 2 005  | 9,86 / 100,00   | 2,13  |
|                         | Coligação Democrática Unitária         | 1 289  | 6,34 / 100,00   | 1,13  |
|                         | Bloco de Esquerda                      | 1 036  | 5,09 / 100,00   | 1,59  |
|                         | Pessoas–Animais–Natureza               | 637    | 3,13 / 100,00   | -     |
| Votos Inválidos         | Votos Inválidos                        | 1 208  | 5,95 / 100,00   | 2,90  |
| Total                   | Total                                  | 20 334 | 100,00 / 100,00 |       |
| Eleitorado/Participação | Eleitorado/Participação                | 37 243 | 54,60 / 100,00  | 4,78  |

#### Matosinhos e Leça da Palmeira
| Partido                 | Partido                                | Votos  | %               | +/-  |
| ----------------------- | -------------------------------------- | ------ | --------------- | ---- |
|                         | Partido Socialista                     | 7 996  | 33,90 / 100,00  | 6,94 |
|                         | António Parada, Sim! (Apoiado por CDS) | 4 216  | 17,87 / 100,00  | Novo |
|                         | Narciso Miranda por Matosinhos         | 3 697  | 15,67 / 100,00  | Novo |
|                         | Partido Social Democrata               | 3 097  | 13,13 / 100,00  | 3,31 |
|                         | Coligação Democrática Unitária         | 1 577  | 6,69 / 100,00   | 0,62 |
|                         | Bloco de Esquerda                      | 881    | 3,74 / 100,00   | 0,89 |
|                         | Pessoas–Animais–Natureza               | 737    | 3,12 / 100,00   | -    |
| Votos Inválidos         | Votos Inválidos                        | 1 386  | 5,87 / 100,00   | 1,25 |
| Total                   | Total                                  | 23 587 | 100,00 / 100,00 |      |
| Eleitorado/Participação | Eleitorado/Participação                | 43 693 | 53,98 / 100,00  | 3,73 |

#### Perafita, Lavra e Santa Cruz do Bispo
| Partido                 | Partido                                | Votos  | %               | +/-   |
| ----------------------- | -------------------------------------- | ------ | --------------- | ----- |
|                         | Partido Socialista                     | 5 330  | 39,19 / 100,00  | 14,91 |
|                         | António Parada, Sim! (Apoiado por CDS) | 2 326  | 17,10 / 100,00  | Novo  |
|                         | Narciso Miranda por Matosinhos         | 2 148  | 15,80 / 100,00  | Novo  |
|                         | Partido Social Democrata               | 1 443  | 10,61 / 100,00  | 3,36  |
|                         | Coligação Democrática Unitária         | 702    | 5,16 / 100,00   | 0,23  |
|                         | Bloco de Esquerda                      | 508    | 3,74 / 100,00   | 1,00  |
|                         | Pessoas–Animais–Natureza               | 366    | 2,69 / 100,00   | -     |
| Votos Inválidos         | Votos Inválidos                        | 776    | 5,71 / 100,00   | 2,43  |
| Total                   | Total                                  | 13 599 | 100,00 / 100,00 |       |
| Eleitorado/Participação | Eleitorado/Participação                | 25 458 | 53,42 / 100,00  | 2,57  |

#### São Mamede de Infesta e Senhora da Hora
| Partido                 | Partido                                | Votos  | %               | +/-   |
| ----------------------- | -------------------------------------- | ------ | --------------- | ----- |
|                         | Partido Socialista                     | 8 145  | 36,26 / 100,00  | 13,33 |
|                         | Narciso Miranda por Matosinhos         | 3 383  | 15,06 / 100,00  | Novo  |
|                         | Partido Social Democrata               | 2 930  | 13,04 / 100,00  | 1,58  |
|                         | António Parada, Sim! (Apoiado por CDS) | 2 711  | 12,07 / 100,00  | Novo  |
|                         | Coligação Democrática Unitária         | 1 806  | 8,04 / 100,00   | 1,70  |
|                         | Bloco de Esquerda                      | 1 256  | 5,59 / 100,00   | 0,70  |
|                         | Pessoas–Animais–Natureza               | 797    | 3,55 / 100,00   | -     |
| Votos Inválidos         | Votos Inválidos                        | 1 437  | 6,40 / 100,00   | 3,68  |
| Total                   | Total                                  | 22 465 | 100,00 / 100,00 |       |
| Eleitorado/Participação | Eleitorado/Participação                | 44 900 | 50,03 / 100,00  | 3,72  |

### Assembleia Municipal
| Freguesia                               | %     | %     | %     | %     | %       | %    | %    | Votantes |
| Freguesia                               | PS    | NM    | SIM   | PSD   | PCP-PEV | BE   | PAN  | Votantes |
| --------------------------------------- | ----- | ----- | ----- | ----- | ------- | ---- | ---- | -------- |
| Custóias, Leça do Balio e Guifões       | 35,64 | 17,16 | 13,97 | 10,40 | 6,87    | 6,09 | 3,65 | 20 352   |
| Matosinhos e Leça da Palmeira           | 32,53 | 14,54 | 18,00 | 13,98 | 6,73    | 4,49 | 3,80 | 23 589   |
| Perafita, Lavra e Santa Cruz do Bispo   | 37,50 | 15,10 | 17,10 | 11,23 | 5,42    | 4,56 | 3,17 | 13 599   |
| São Mamede de Infesta e Senhora da Hora | 34,59 | 14,01 | 11,81 | 13,81 | 8,22    | 6,62 | 4,23 | 22 466   |
| Matosinhos                              | 34,74 | 15,15 | 15,08 | 12,55 | 6,96    | 5,51 | 3,78 | 80 006   |

#### Custóias, Leça do Balio e Guifões
| Partido                 | Partido                                | Votos  | %               | +/-  |
| ----------------------- | -------------------------------------- | ------ | --------------- | ---- |
|                         | Partido Socialista                     | 7 253  | 35,64 / 100,00  | 9,63 |
|                         | Narciso Miranda por Matosinhos         | 3 492  | 17,16 / 100,00  | Novo |
|                         | António Parada, Sim! (Apoiado por CDS) | 2 843  | 13,97 / 100,00  | Novo |
|                         | Partido Social Democrata               | 2 116  | 10,40 / 100,00  | 1,91 |
|                         | Coligação Democrática Unitária         | 1 398  | 6,87 / 100,00   | 1,25 |
|                         | Bloco de Esquerda                      | 1 239  | 6,09 / 100,00   | 1,97 |
|                         | Pessoas–Animais–Natureza               | 743    | 3,65 / 100,00   | 2,33 |
| Votos Inválidos         | Votos Inválidos                        | 1 268  | 6,23 / 100,00   | 3,18 |
| Total                   | Total                                  | 20 352 | 100,00 / 100,00 |      |
| Eleitorado/Participação | Eleitorado/Participação                | 37 243 | 54,65 / 100,00  | 4,83 |

#### Matosinhos e Leça da Palmeira
| Partido                 | Partido                                | Votos  | %               | +/-  |
| ----------------------- | -------------------------------------- | ------ | --------------- | ---- |
|                         | Partido Socialista                     | 7 674  | 32,53 / 100,00  | 5,60 |
|                         | António Parada, Sim! (Apoiado por CDS) | 4 246  | 18,00 / 100,00  | Novo |
|                         | Narciso Miranda por Matosinhos         | 3 430  | 14,54 / 100,00  | Novo |
|                         | Partido Social Democrata               | 3 297  | 13,98 / 100,00  | 2,85 |
|                         | Coligação Democrática Unitária         | 1 587  | 6,73 / 100,00   | 0,10 |
|                         | Bloco de Esquerda                      | 1 060  | 4,49 / 100,00   | 0,79 |
|                         | Pessoas–Animais–Natureza               | 897    | 3,80 / 100,00   | 2,12 |
| Votos Inválidos         | Votos Inválidos                        | 1 398  | 5,93 / 100,00   | 1,37 |
| Total                   | Total                                  | 23 589 | 100,00 / 100,00 |      |
| Eleitorado/Participação | Eleitorado/Participação                | 43 693 | 53,99 / 100,00  | 3,74 |

#### Perafita, Lavra e Santa Cruz do Bispo
| Partido                 | Partido                                | Votos  | %               | +/-   |
| ----------------------- | -------------------------------------- | ------ | --------------- | ----- |
|                         | Partido Socialista                     | 5 099  | 37,50 / 100,00  | 13,14 |
|                         | António Parada, Sim! (Apoiado por CDS) | 2 326  | 17,10 / 100,00  | Novo  |
|                         | Narciso Miranda por Matosinhos         | 2 054  | 15,10 / 100,00  | Novo  |
|                         | Partido Social Democrata               | 1 527  | 11,23 / 100,00  | 2,83  |
|                         | Coligação Democrática Unitária         | 737    | 5,42 / 100,00   | 0,46  |
|                         | Bloco de Esquerda                      | 620    | 4,56 / 100,00   | 1,31  |
|                         | Pessoas–Animais–Natureza               | 431    | 3,17 / 100,00   | 1,62  |
| Votos Inválidos         | Votos Inválidos                        | 805    | 5,92 / 100,00   | 2,17  |
| Total                   | Total                                  | 13 599 | 100,00 / 100,00 |       |
| Eleitorado/Participação | Eleitorado/Participação                | 25 458 | 53,42 / 100,00  | 2,57  |

#### São Mamede de Infesta e Senhora da Hora
| Partido                 | Partido                                | Votos  | %               | +/-   |
| ----------------------- | -------------------------------------- | ------ | --------------- | ----- |
|                         | Partido Socialista                     | 7 772  | 34,59 / 100,00  | 12,49 |
|                         | Narciso Miranda por Matosinhos         | 3 147  | 14,01 / 100,00  | Novo  |
|                         | Partido Social Democrata               | 3 102  | 13,81 / 100,00  | 2,01  |
|                         | António Parada, Sim! (Apoiado por CDS) | 2 653  | 11,81 / 100,00  | Novo  |
|                         | Coligação Democrática Unitária         | 1 846  | 8,22 / 100,00   | 2,23  |
|                         | Bloco de Esquerda                      | 1 487  | 6,62 / 100,00   | 0,84  |
|                         | Pessoas–Animais–Natureza               | 951    | 4,23 / 100,00   | 1,81  |
| Votos Inválidos         | Votos Inválidos                        | 1 508  | 6,71 / 100,00   | 3,58  |
| Total                   | Total                                  | 22 466 | 100,00 / 100,00 |       |
| Eleitorado/Participação | Eleitorado/Participação                | 44 900 | 50,04 / 100,00  | 3,73  |

### Juntas de Freguesia

#### Custóias, Leça do Balio e Guifões
| Partido                 | Partido                        | Votos  | %               | +/-   | Mandatos | +/-     |
| ----------------------- | ------------------------------ | ------ | --------------- | ----- | -------- | ------- |
|                         | Partido Socialista             | 7 511  | 36,99 / 100,00  | 10,03 | 8 / 19   | 2       |
|                         | Narciso Miranda por Matosinhos | 3 448  | 16,98 / 100,00  | Novo  | 4 / 19   | Novo    |
|                         | António Parada, Sim!           | 2 935  | 14,45 / 100,00  | Novo  | 3 / 19   | Novo    |
|                         | Partido Social Democrata       | 2 247  | 11,07 / 100,00  | 2,15  | 2 / 19   | Estável |
|                         | Coligação Democrática Unitária | 1 408  | 6,93 / 100,00   | 1,11  | 1 / 19   | Estável |
|                         | Bloco de Esquerda              | 1 338  | 6,59 / 100,00   | 2,66  | 1 / 19   | 1       |
| Votos Inválidos         | Votos Inválidos                | 1 419  | 6,99 / 100,00   | 3,11  |          |         |
| Total                   | Total                          | 20 306 | 100,00 / 100,00 |       | 19 / 19  |         |
| Eleitorado/Participação | Eleitorado/Participação        | 37 243 | 54,52 / 100,00  | 4,70  |          |         |

#### Matosinhos e Leça da Palmeira
| Partido                 | Partido                        | Votos  | %               | +/-  | Mandatos | +/-     |
| ----------------------- | ------------------------------ | ------ | --------------- | ---- | -------- | ------- |
|                         | Partido Socialista             | 8 271  | 35,07 / 100,00  | 8,25 | 9 / 21   | 2       |
|                         | António Parada, Sim!           | 4 202  | 17,82 / 100,00  | Novo | 4 / 21   | Novo    |
|                         | Partido Social Democrata       | 3 399  | 14,41 / 100,00  | 3,24 | 3 / 21   | 1       |
|                         | Narciso Miranda por Matosinhos | 3 384  | 14,35 / 100,00  | Novo | 3 / 21   | Novo    |
|                         | Coligação Democrática Unitária | 1 612  | 6,84 / 100,00   | 0,09 | 1 / 21   | Estável |
|                         | Bloco de Esquerda              | 1 155  | 4,90 / 100,00   | 1,25 | 1 / 21   | 1       |
| Votos Inválidos         | Votos Inválidos                | 1 561  | 6,61 / 100,00   | 0,84 |          |         |
| Total                   | Total                          | 23 584 | 100,00 / 100,00 |      | 21 / 21  |         |
| Eleitorado/Participação | Eleitorado/Participação        | 43 693 | 53,98 / 100,00  | 3,73 |          |         |

#### Perafita, Lavra e Santa Cruz do Bispo
| Partido                 | Partido                        | Votos  | %               | +/-   | Mandatos | +/-     |
| ----------------------- | ------------------------------ | ------ | --------------- | ----- | -------- | ------- |
|                         | Partido Socialista             | 5 029  | 36,98 / 100,00  | 11,62 | 8 / 19   | 2       |
|                         | António Parada, Sim!           | 2 563  | 18,85 / 100,00  | Novo  | 4 / 19   | Novo    |
|                         | Narciso Miranda por Matosinhos | 2 174  | 15,99 / 100,00  | Novo  | 3 / 19   | Novo    |
|                         | Partido Social Democrata       | 1 551  | 11,41 / 100,00  | 2,65  | 2 / 19   | Estável |
|                         | Coligação Democrática Unitária | 724    | 5,32 / 100,00   | 0,51  | 1 / 19   | Estável |
|                         | Bloco de Esquerda              | 685    | 5,04 / 100,00   | 1,76  | 1 / 19   | 1       |
| Votos Inválidos         | Votos Inválidos                | 873    | 6,42 / 100,00   | 2,35  |          |         |
| Total                   | Total                          | 13 599 | 100,00 / 100,00 |       | 19 / 19  |         |
| Eleitorado/Participação | Eleitorado/Participação        | 25 458 | 53,42 / 100,00  | 2,57  |          |         |

#### São Mamede de Infesta e Senhora da Hora
| Partido                 | Partido                        | Votos  | %               | +/-  | Mandatos | +/-     |
| ----------------------- | ------------------------------ | ------ | --------------- | ---- | -------- | ------- |
|                         | Partido Socialista             | 7 741  | 34,49 / 100,00  | 9,73 | 9 / 21   | 3       |
|                         | Narciso Miranda por Matosinhos | 3 293  | 14,67 / 100,00  | Novo | 3 / 21   | Novo    |
|                         | Partido Social Democrata       | 3 290  | 14,66 / 100,00  | 2,00 | 3 / 21   | Estável |
|                         | António Parada, Sim!           | 2 855  | 12,72 / 100,00  | Novo | 3 / 21   | Novo    |
|                         | Coligação Democrática Unitária | 1 888  | 8,41 / 100,00   | 2,05 | 2 / 21   | Estável |
|                         | Bloco de Esquerda              | 1 657  | 7,38 / 100,00   | 1,75 | 1 / 21   | Estável |
| Votos Inválidos         | Votos Inválidos                | 1 718  | 7,65 / 100,00   | 4,12 |          |         |
| Total                   | Total                          | 22 442 | 100,00 / 100,00 |      | 21 / 21  |         |
| Eleitorado/Participação | Eleitorado/Participação        | 44 900 | 49,98 / 100,00  | 3,67 |          |         |

#### Juntas antes e depois das Eleições
| Freguesia                               | 2013-2017 | 2013-2017         | 2013-2017      | 2017-2021 | 2017-2021          | 2017-2021      |
| --------------------------------------- | --------- | ----------------- | -------------- | --------- | ------------------ | -------------- |
| Custóias, Leça do Balio e Guifões       |           | Grupo de Cidadãos | 40,45 / 100,00 |           | Partido Socialista | 36,99 / 100,00 |
| Matosinhos e Leça da Palmeira           |           | Grupo de Cidadãos | 41,34 / 100,00 |           | Partido Socialista | 35,07 / 100,00 |
| Perafita, Lavra e Santa Cruz do Bispo   |           | Grupo de Cidadãos | 45,84 / 100,00 |           | Partido Socialista | 36,98 / 100,00 |
| São Mamede de Infesta e Senhora da Hora |           | Grupo de Cidadãos | 33,50 / 100,00 |           | Partido Socialista | 34,49 / 100,00 |